# كابروني كا.310
كابروني كا.310 (بالإنجليزية: Caproni Ca.310)‏ هي طائرةٌ إيطاليَّة، صنعتها شركة كابروني للطائرات، وكان أول تحليقٍ لها في أبريل 1937.